# توبياس سفيندسين
توبياس سفيندسين (بالنرويجية البوكمول: Tobias Svendsen)‏ (31 أغسطس 1999 بمولده في النرويج - ) هو لاعب كرة قدم نرويجي في مركز الوسط. لعب مع نادي مولده.

## روابط خارجية
- توبياس سفيندسين على موقع اتحاد النرويج (النرويجية)
- توبياس سفيندسين على موقع قاعدة بيانات كرة القدم.إي يو (الإنجليزية)
- توبياس سفيندسين على موقع Soccerway.com (الإنجليزية)
- توبياس سفيندسين على موقع AS.com (الإسبانية)